# Congrés Nacional Indígena
El Congrés Nacional Indígena (CNI) és una organització de comunitats, nacions, pobles, barris i tribus indígenes de Mèxic com a «espai d'unitat, reflexió i organització dels pobles indígenes de Mèxic, impulsant la reconstitució integral dels pobles originaris i la construcció d'una societat on càpiguen totes les cultures, tots els colors, tots els pobles que som Mèxic».
El CNI es va fundar el 12 d'octubre de 1996 a la Ciutat de Mèxic arran d'una crida de l'Exèrcit Zapatista d'Alliberament Nacional a tots els pobles originaris a participar al Fòrum Nacional Especial de Drets i Cultura Indígenes com a seguiment dels Acords de San Andrés. Des de la fundació, entre diverses activitats, s'han dut a terme cinc congressos nacionals.
Com a proposta del V Congrés Nacional Indígena es va aprovar el primer de gener del 2017 «nomenar un Consell Indígena de Govern (CIG) la paraula del qual sigui materialitzada per una dona indígena, delegada del CNI com a candidata independent en representació del Congrés Nacional Indígena i l'Exèrcit Zapatista d'Alliberament Nacional en el procés electoral de l'any 2018 per a la presidència del país». La proposta fa una crida a la societat i les organitzacions, que s'identifiquen en la lluita contra el pillatge, la repressió, la discriminació i l'explotació, a organitzar-se i construir un món nou.